# حمام قصلان
حمام قصلان مربوط به دوره زند است و در شهرستان قروه، روستای قصلان واقع شده و این اثر در تاریخ ۲۵ اسفند ۱۳۷۹ با شمارهٔ ثبت ۲۸۳۵ به‌عنوان یکی از آثار ملی ایران به ثبت رسیده است.